# Alliopsis tinctipennis
Alliopsis tinctipennis este o specie de muște din genul Alliopsis, familia Anthomyiidae. A fost descrisă pentru prima dată de Malloch în anul 1929. Conform Catalogue of Life specia Alliopsis tinctipennis nu are subspecii cunoscute.